# Amminoacetonitrile
L'amminoacetonitrile è un composto organico contenente un gruppo ciano -C≡N e un gruppo amminico primario -NH2. È piuttosto simile all'amminoacido più semplice, la glicina. Il composto è commercialmente disponibile sotto forma di sali, cloruri e solfati.

## Produzione e applicazioni
L'amminoacetonitrile è prodotto industrialmente dalla reazione tra gliconitrile e ammoniaca:
{\displaystyle {\ce {HOCH2CN + NH3 -> H2NCH2CN + H2O}}}
L'amminoacetonitrile può essere idrolizzato per formare la glicina, attraverso la reazione di idrolisi tipica dei nitrili.

## Presenza nello spazio
L'amminoacetonitrile, fu scoperto dal Max Planck Institute per la Radioastronomia nel 2008, nella nube di gas Heimat, nel centro galattico, in direzione della costellazione del Sagittario. Questa scoperta comportò uno sviluppo nel dibattito sulla presenza di glicina nello spazio.